# La Taverne des révoltés
Pour plus de détails, voir Fiche technique et Distribution.
La Taverne des révoltés (titre original : The Man Behind the Gun) est un film américain réalisé par Felix E. Feist, sorti en 1953.

## Synopsis
Travaillant comme agent infiltré, Ransome Callicut voyage vers l'ouest en diligence. Le bandit notoire Vic Sutro tente de le voler, mais Callicut le capture et remet Sutro à un capitaine de l'armée, Roy Giles, à son arrivée en Californie.
L'enseignante Lora Roberts, une autre passagère de la diligence, a fait le voyage pour épouser Giles, mais elle est prise au piège des plans infâmes du sénateur Mark Sheldon et découvre également que Giles a vu Chona Degnon, une chanteuse.

## Fiche technique
- Titre original : The Man Behind the Gun
- Réalisation : Felix E. Feist
- Scénario : John Twist et Robert Buckner
- Producteur : Robert Sisk
- Société de production : Warner Bros.
- Musique : David Buttolph
- Photographie : Bert Glennon
- Montage : Owen Marks
- Décors : William Wallace
- Direction artistique : Douglas Bacon
- Pays de production :  États-Unis
- Format : Technicolor - 1,37:1 - Mono - 35 mm
- Genre : Western
- Durée : 82 minutes
- Dates de sortie : 
  - États-Unis : 31 janvier 1953
  - France 4 décembre 1953

## Distribution
- Randolph Scott (VF : Jean Martinelli) : Major (Commandant en VF) Ransome Callicut / Rick Bryce
- Patrice Wymore (VF : Thérèse Rigaut) : Lora Roberts
- Dick Wesson (VF : Roger Rudel) : Sgt. 'Monk' Walker
- Philip Carey (VF : Jean-Claude Michel) : Capitaine Roy (Roger en VF) Giles
- Lina Romay : Chona Degnon
- Roy Roberts (VF : Pierre Morin) : Sénateur Mark Sheldon
- Morris Ankrum (VF : Richard Francœur) : Bram Creegan
- Katharine Warren (VF : Lucienne Givry) : Phoebe Sheldon
- Alan Hale Jr. (VF : Jean Clarieux) : Caporal Olaf Swenson
- Douglas Fowley (VF : Jean Daurand) : Buckley
- Tony Caruso (VF : Lucien Bryonne) : Vic Sutro
- Clancy Cooper (VF : Claude Bertrand) : 'Kansas' Collins
- Robert Cabal (VF : Jacques Muller) : Joaquin Murietta

Acteurs non crédités (liste partielle)
- Trevor Bardette
- James Brown
- Herman Hack
- Edward Hearn
- Reed Howes
- Fred Kelsey
- Rex Lease
- Carl M. Leviness
- Rory Mallinson
- Philo McCullough
- Alberto Morin
- Artie Ortego
- Tom Wilson